# Daphne et Vera
Série
Scooby-Doo et le Monstre du lac
(2010)
Pour plus de détails, voir Fiche technique et Distribution.
Daphné et Véra (Daphne & Velma) est un film américain réalisé par Suzi Yoonessi et sorti directement en vidéo en 2018.
C'est une adaptation de la franchise Scooby-Doo centrée sur les personnages féminins, Daphné Blake et Véra Dinkley. C'est également la cinquième adaptation en prises de vues réelles.

## Synopsis
Daphné Blake et Véra Dinkley sont meilleures amies sur internet mais un jour, Daphné annonce à Véra qu'elle déménage dans la même ville et va étudier dans le même lycée.
Cependant, le comportement étrange de certains étudiants va alarmer les deux adolescentes. Certains adoptent une attitude digne d'un zombie après être entrés dans une pièce mystérieuse. Daphné et Véra vont donc se lancer dans leur première enquête ensemble dans le but d'essayer de résoudre ce mystère.

## Fiche technique
Sauf indication contraire, les informations mentionnées dans cette section peuvent être confirmées par la base de données cinématographiques IMDb,  présente dans la section « Liens externes ».
- Titre original : Daphne & Velma
- Titre français et québécois : Daphné & Véra
- Réalisation : Suzi Yoonessi
- Scénario : Kyle Mack et Caitlin Meares, d'après les personnages créés par Joe Ruby et Ken Spears †
- Musique : Sasha Gordon
- Direction artistique : Drew Cookson
- Décors : Rodrigo Cabral
- Costumes : Kara Saun
- Photographie : Meena Singh
- Son : Jamie Selway et Jaime Sainz Cuevas
- Montage : Kai Davies
- Production : Ashley Tisdale, Jennifer Tisdale, Amy S. Kim, Suzi Yoonessi et Jaime Burke

Production exécutive : Jamie Miningham
Production associée : Benjamin J. Murphy
- Sociétés de production : Blondie Girl Productions, Blue Ribbon Content et Lifeboat Productions[1],[2].
- Sociétés de distribution : Warner Bros. Home Entertainment
- Budget : n/a
- Pays d’origine :  États-Unis
- Langue originale : anglais
- Format[3] : couleur
- Genre : action, comédie
- Durée : 72 minutes
- Dates de sortie[4] :
  - États-Unis : 29 avril 2018 (Festival du film de Newport Beach) ; 5 mai 2018 (Festival international du film de Dallas)
  - États-Unis : 22 mai 2018 (sortie directement en DVD)
  - Canada / Québec : 5 juin 2018 [réf. souhaitée]
  - France : 18 juillet 2018 (VOD)[5]

## Distribution
- Sarah Jeffery (VF : Victoria Grosbois) : Daphné Blake
- Sarah Gilman (VF : Joséphine Ropion) : Véra Dinkley
- Vanessa Marano (VF : Kelly Marot) : Carol
- Brian Stepanek (VF : Xavier Béjà) : Nedley Blake
- Nadine Ellis (VF : Annie Milon) : Elizabeth Blake
- Arden Myrin (VF : Valérie Nosrée) : la principale Piper Dinkley
- Evan Castelloe (VF : Gauthier Battoue) : Griffin
- Courtney Dietz (VF : Nastassja Girard) : Mikayla
- Brooks Forester (VF : Adrien Larmande) : Tobias Bloom
- Lucius Baston (en) (VF : Sydney Kotto) : Mr Nussbaum
- Stephen Ruffin : Nathan
- Fray Forde (VF : Geoffrey Loval) : Ryder
- Daniel Salyers (VF : Benjamin Gasquet) : Mike
- Adam Faison (VF : Juan Llorca) : Spencer
- Jessica Goei : Olivia
- Mickie Pollock : Maggie
- Tucker Halbrooks : le skater

 Source et légende : version française (VF) sur RS Doublage

## Production
Le 28 novembre 2017, Warner Bros. annonce la production d'un nouveau film en prises de vues réelles adapté de Scooby-Doo. Prévu pour le marché de la vidéo, il est annoncé que le film sera produit via sa filiale Blue Ribbon Content en partenariat avec Blondie Girl Productions, la société de production des actrices Ashley et Jennifer Tisdale.
Le studio dévoile également que le duo sera interprété par Sarah Jeffery et Sarah Gilman et que la sortie du film sera en 2018.
Le 26 mars 2018, Warner Bros. dévoile la première bande-annonce ainsi que la date de sortie du film, le 22 mai 2018.
Le 29 avril 2018, le film est diffusé en avant-première au festival du film de Newport Beach.